# Muraltia ericoides
Muraltia ericoides är en jungfrulinsväxtart som först beskrevs av Nicolaas Laurens Nicolaus Laurent Burman, och fick sitt nu gällande namn av Ernst Gottlieb von Steudel. Muraltia ericoides ingår i släktet Muraltia och familjen jungfrulinsväxter. Inga underarter finns listade i Catalogue of Life.